# WFC Lantchkhouti
Le WFC Lantchkhouti (en géorgien : WFC ლანჩხუთი) est un club géorgien de football féminin basé à Lantchkhouti.

## Histoire
Le WFC Lantchkhouti est fondé en 2016 par Durmishkhan Chkhaize.
Le club est sacré champion de Géorgie en 2019 en devançant le Nike Tbilissi, et se qualifie pour la Ligue des champions féminine de l'UEFA 2020-2021. Il élimine au premier tour de qualification le FK Okjetpes Kökşetaw, et devient le premier club géorgien à remporter un match dans cette compétition. Le club élimine l'Olimpia Cluj au tour suivant et atteint les seizièmes de finale. Le beau parcours des Géorgiennes prend alors fin contre le FC Rosengård, qui les domine facilement (0-7, 0-10).
Lantchkhouti décroche un deuxième titre en 2021 en restant invaincu.
En 2024, Lantchkhouti est éliminé dès le premier tour de Ligue des champions par Vllaznia (0-3), mais remporte un nouveau titre de champion de Géorgie.

## Palmarès
| Compétitions nationales                                                                                    |
| --- |
| - Championnat de Géorgie (4) : - Champion: 2019, 2021, 2023 et 2024. - Vice-champion : 2018, 2020 et 2022. |